# الغواصة الألمانية يو-179
غواصة يو-179 غواصة يو بوت ألمانية من الفئة التاسعة دي2 بنيت لسلاح بحرية ألمانيا النازية كريغسمارينه. طلبت في 28 أيار 1940، وتم وضعها في 15 يناير 1941 من شركة بناء السفن والآلات الألمانية بمدينة فيسر بساحة في بريمن في فناء رقم 1019، أطلقت في 18 نوفمبر، و كلفت يوم 7 مارس عام 1942، تحت قيادة إرنست سوب. 

## ملخص مداهمة التاريخ
| تاريخ         | اسم                          | جنسية                       | حمولة </br> ( GRT ) | مصير |
| ------------- | ---------------------------- | --------------------------- | ------------------- | ---- |
| 8 أكتوبر 1942 | <i id="mwbg">مدينة أثينا</i> | وصلة=\|حدود المملكة المتحدة | 6558                | غرقت |

## روابط خارجية
- Helgason، Guðmundur. "The Type IXD2 boat U-179". German U-boats of WWII - uboat.net. مؤرشف من الأصل في 2010-10-28. اطلع عليه بتاريخ 2014-12-07.
- Hofmann, Markus. "U 179". Deutsche U-Boote 1935-1945 - u-boot-archiv.de (بالألمانية). Archived from the original on 2016-03-05. Retrieved 2014-12-07.